# Kofanov
Kofanov je priimek več oseb:
- Vladimir Ivanovič Kofanov, sovjetski general
- Sergej Anatoljevič Kofanov, ruski gornik
- Aleksej Kofanov, ruski glasbenik